# Kadiatou Holm Keita

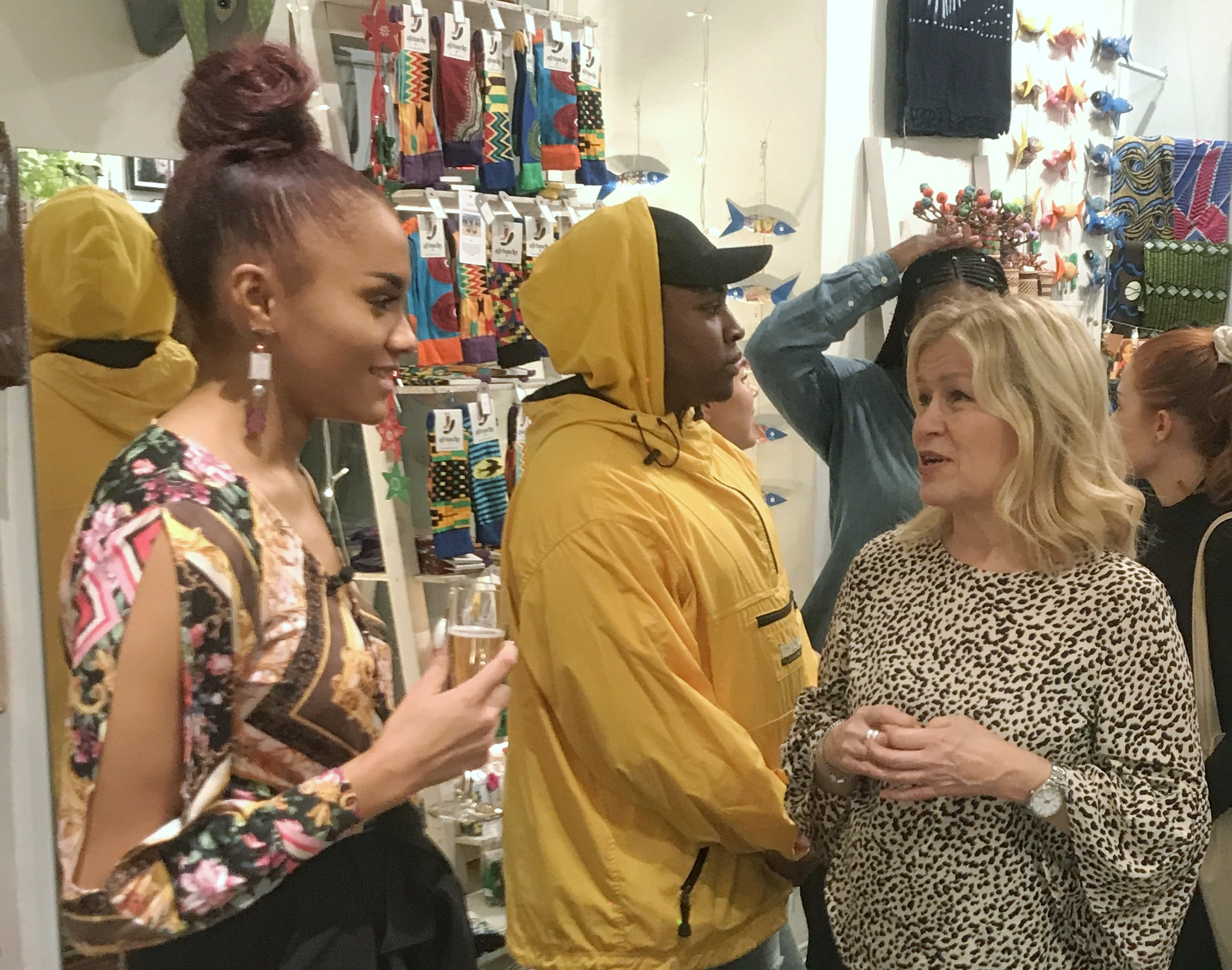
Kadiatou (till vänster) tillsammans med sin sångpedagog Lotten Andersson (till höger) 2018.

Kadiatou Claudine Holm Keita, även känd under artistnamnet Kadiatou, född 6 september 2001 i Stockholm, är en svensk artist. Hon var en av deltagarna i Idol 2018.

## Biografi
Den 30 november 2018 blev det klart att Holm Keita skulle tävla mot Sebastian Walldén i Idolfinalen som arrangerades i Globen den 7 december 2018. Hon slutade där på en andraplats. Den 14 december samma år släppte Kadiatou sin första singel Say Something.
2021 deltog Kadiatou i Melodifestivalen med låten "One Touch" som är skriven av makarna Joy och Linnea Deb samt även Jimmy Thörnfeldt och Anderz Wrethov. Bidraget hamnade på sjätte plats och gick därmed inte vidare.

## Diskografi

### Singlar
- 2018 – Say Something[6]
- 2019 – Lonely Sometimes[8]
- 2020 – Legacy[9]
- 2020 – Best I've Had[10]
- 2020 – White Christmas[10]
- 2020 – Christmas Night With You[10]
- 2021 — One Touch